# U-766
Unterseeboot 766 foi um submarino alemão do Tipo VIIC, pertencente a Kriegsmarine que atuou durante a Segunda Guerra Mundial.

## Comandantes
| Comandante                | Data                                       |
| ------------------------- | ------------------------------------------ |
| Oblt. Hans-Dietrich Wilke | 30 de julho de 1943 - 21 de agosto de 1944 |

## Subordinação
Durante o seu tempo de serviço, esteve subordinado às seguintes flotilhas:
| Período                                       | Flotilha                                  |
| --------------------------------------------- | ----------------------------------------- |
| 30 de julho de 1943 - 29 de fevereiro de 1944 | 8. Unterseebootsflottille (treinamento)   |
| 1 de março de 1944 - 21 de agosto de 1944     | 6. Unterseebootsflottille (serviço ativo) |